# مارغريتا فيكتوريا غارسيا
مارغريتا فيكتوريا غارسيا (بالإسبانية: Mavi García)‏ (و. 1984  م) هي دراجة إسبانية، ولدت في ميورقة.

## سجل الفوز

### سباقات أو مراحل فاز بها
| التاريخ        | السباق                                                             | المركز                                                                 |
| -------------- | ------------------------------------------------------------------ | ---------------------------------------------------------------------- |
| 01 يناير 2016  | فويلتا بورجوس للسيدات 2016                                         |                                                                        |
| 23 يونيو 2016  | سباق الطريق ضد الساعة للسيدات في بطولة إسبانيا لسباق الدراجات 2016 |                                                                        |
| 24 يونيو 2016  | سباق الطريق للسيدات في بطولة إسبانيا لسباق الدراجات 2016           |                                                                        |
| 06 سبتمبر 2016 | 2016 تور دي آرديش للسيدات                                          | السادس في التصنيف العام                                                |
| 20 نوفمبر 2016 | 94.7 Cycle Challenge Women 2016                                    | الثاني في التصنيف العام                                                |
| 16 مايو 2017   | 2017 Durango-Durango Emakumeen Saria                               | التاسع في التصنيف العام                                                |
| 23 يونيو 2017  | سباق الطريق ضد الساعة للسيدات في بطولة إسبانيا لسباق الدراجات 2017 |                                                                        |
| 24 يونيو 2017  | سباق الطريق للسيدات في بطولة إسبانيا لسباق الدراجات 2017           |                                                                        |
| 10 سبتمبر 2017 | 2017 تور دي آرديش للسيدات                                          | الخامس في التصنيف العام                                                |
| 01 يناير 2018  | سيتمانا فالنسيا 2018                                               | الرابع في تصنيف الجبال، السادس في التصنيف العام                        |
| 18 أبريل 2018  | فليش والون للسيدات 2018                                            | العاشر في التصنيف العام                                                |
| 22 يونيو 2018  | سباق الطريق ضد الساعة للسيدات في بطولة إسبانيا لسباق الدراجات 2018 |                                                                        |
| 23 يونيو 2018  | سباق الطريق للسيدات في بطولة إسبانيا لسباق الدراجات 2018           |                                                                        |
| 04 مايو 2019   | طواف يوركشاير للسيدات 2019                                         | الأول في تصنيف الجبال، الثاني في التصنيف العام، الثالث في تصنيف النقاط |
| 19 سبتمبر 2019 | تور دي آرديش للسيدات 2019                                          | الأول في تصنيف الجبال، الثالث في تصنيف النقاط، السادس في التصنيف العام |
| 21 أغسطس 2020  | سباق الطريق ضد الساعة للسيدات في بطولة إسبانيا 2020                |                                                                        |
| 22 أغسطس 2020  | سباق الطريق للسيدات في بطولة إسبانيا 2020                          |                                                                        |
| 18 يونيو 2021  | سباق الطريق ضد الساعة للسيدات في بطولة إسبانيا 2021                |                                                                        |
| 19 يونيو 2021  | سباق الطريق للسيدات في بطولة إسبانيا 2021                          |                                                                        |
| 02 أكتوبر 2021 | 2021 Giro dell'Emilia Donne                                        | الأول في التصنيف العام                                                 |
| 05 مايو 2022   | 2022 Vuelta Ciclista Andalucia (women)                             | الأول في تصنيف الجبال، الثاني في التصنيف العام، الثالث في تصنيف النقاط |
| 24 يونيو 2022  | سباق الزمن على الطريق للسيدات في بطولة إسبانيا 2022                |                                                                        |
| 25 يونيو 2022  | سباق الطريق للسيدات في بطولة إسبانيا 2022                          |                                                                        |
| 27 أغسطس 2022  | جي بي دي بلواي 2022                                                | الأول في التصنيف العام                                                 |
| 23 يونيو 2023  | 2023 Spain National Road Cycling Championships - Women ITT         |                                                                        |
| 24 يونيو 2023  | 2023 Spain National Road Cycling Championships - Women RR          |                                                                        |
| 21 يناير 2024  | 2024 Trofeo Palma Feminina                                         |                                                                        |
| 02 يونيو 2024  | 2024 Vuelta Ciclista Andalucia (women)                             |                                                                        |
| 21 يونيو 2024  | 2024 Spain National Road Cycling Championships - Women ITT         |                                                                        |
| 22 يونيو 2024  | 2024 Spain National Road Cycling Championships - Women RR          |                                                                        |
| 26 يناير 2025  | 2025 Trofeo Palma Feminina                                         |                                                                        |

## روابط خارجية
- مارغريتا فيكتوريا غارسيا على موقع الاتحاد الدولي للدراجات (الإنجليزية)
- مارغريتا فيكتوريا غارسيا على موقع أرشيف الدراجات (الإنجليزية)
- مارغريتا فيكتوريا غارسيا على موقع إحصائيات الدراجات الإحترافية (الإنجليزية)
- مارغريتا فيكتوريا غارسيا على موقع نسبة الدراجات (الإنجليزية)
- مارغريتا فيكتوريا غارسيا على موقع CycleBase (الإنجليزية)
- مارغريتا فيكتوريا غارسيا على موقع اتحاد الترياتلون الدولي (الإنجليزية)
- مارغريتا فيكتوريا غارسيا على موقع أوليمبيديا (الإنجليزية)